# 周船寺駅
周船寺駅（すせんじえき）は、福岡県福岡市西区周船寺一丁目にある、九州旅客鉄道（JR九州）筑肥線の駅である。福岡市最西端の駅　駅番号はJK05。

## 歴史
- 1925年（大正14年）4月15日：北九州鉄道が開設[2]。
- 1937年（昭和12年）10月1日：北九州鉄道が国有化され、鉄道省が所管[2]。のち国鉄筑肥線となる。
- 1972年（昭和47年）2月10日：貨物の取り扱いを廃止[2]。
- 1983年（昭和58年）3月22日：姪浜 - 唐津間が電化され、福岡市交通局空港線との相互直通運転を開始。同時に福岡市内駅から外れる。
- 1984年（昭和59年）2月1日：荷物扱い廃止[2]。
- 1987年（昭和62年）4月1日：国鉄分割民営化に伴い、九州旅客鉄道（JR九州）の駅となる[2]。
- 1994年（平成6年）3月7日：駅構内に直営コンビニエンスストア生活列車が開店する[4]。
- 1999年（平成11年）10月30日：自動改札機を設置し、供用開始[5]。
- 2010年（平成22年）3月13日：ICカード「SUGOCA」の利用を開始[6]。
- 2021年（令和3年）3月13日：ホームドアの使用を開始[7]。

## 駅構造
島式ホーム1面2線を有する地上駅。駅施設からホームへの跨線橋が2本ある。
JR九州サービスサポートが駅業務を行う業務委託駅で、みどりの窓口が設置されている。自動改札機を備え、SUGOCAの利用が可能である。

### のりば
| のりば | 路線   | 方向 | 行先                 |
| ------ | ------ | ---- | -------------------- |
| 1      | 筑肥線 | 上り | 天神・博多・空港方面 |
| 2      | 筑肥線 | 下り | 西唐津方面           |

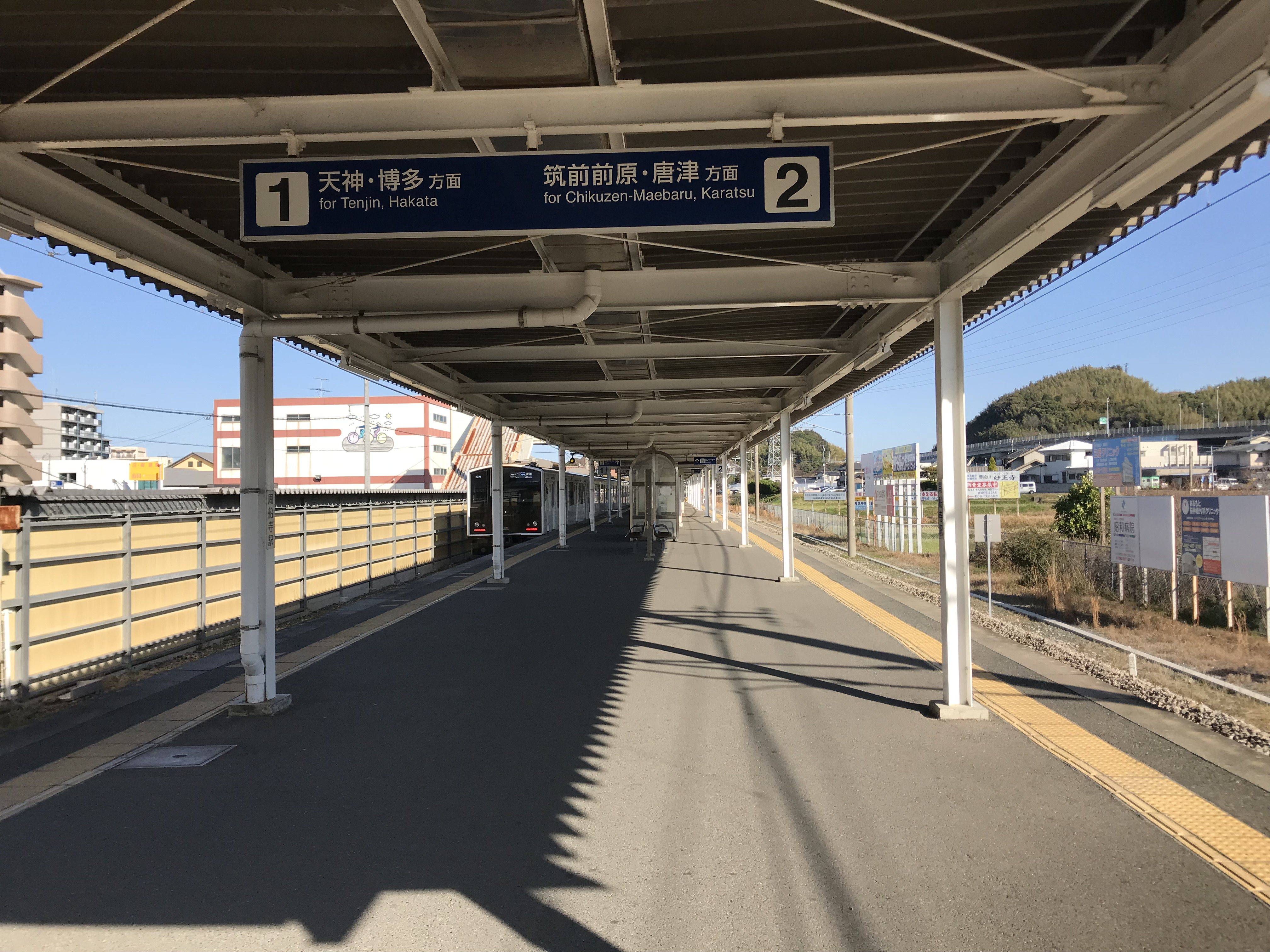
ホーム（2019年1月）

## 利用状況
2023年（令和5年）度の1日平均乗車人員は4,793人であり、JR九州の駅としては西小倉駅に次いで第43位である。
JR九州及び糸島市統計白書によると、近年の1日平均乗車人員の推移は下記の通り。
| 年度   | 1日平均 乗車人員 | 出典   |
| ------ | ---------------- | ------ |
| 2005年 | 4,975            | [ 9 ]  |
| 2006年 | 4,828            | [ 9 ]  |
| 2007年 | 4,701            | [ 9 ]  |
| 2008年 | 4,864            | [ 9 ]  |
| 2009年 | 4,866            | [ 9 ]  |
| 2010年 | 4,874            | [ 9 ]  |
| 2011年 | 4,791            | [ 9 ]  |
| 2012年 | 4,861            | [ 9 ]  |
| 2013年 | 4,889            | [ 9 ]  |
| 2014年 | 4,782            | [ 9 ]  |
| 2015年 | 4,862            | [ 9 ]  |
| 2016年 | 4,944            | [ 10 ] |
| 2017年 | 5,139            | [ 11 ] |
| 2018年 | 5,284            | [ 12 ] |
| 2019年 | 5,090            | [ 13 ] |
| 2020年 | 3,946            | [ 14 ] |
| 2021年 | 4,115            | [ 15 ] |
| 2022年 | 4,490            | [ 16 ] |
| 2023年 | 4,793            | [ 8 ]  |

## 駅周辺
福岡市の西端部に位置する。2005年（平成17年）10月1日に開校した九州大学伊都キャンパスの最寄り駅の一つである。
- 伊覩神社
- 丸隈山古墳（国重要文化財）
- 伊都国歴史博物館
- 福岡県立筑前高等学校
- 福岡市立周船寺小学校
- 九州大学伊都キャンパス
- 国道202号
- 周船寺商店街
- 福岡銀行周船寺支店
- 西日本シティ銀行周船寺支店
- 佐賀銀行周船寺支店
- JA福岡市周船寺支店
- 福岡県信用組合周船寺支店
- 周船寺郵便局

### バス路線
- 昭和自動車 - 駅から約250 m離れた国道202号上の周船寺バス停に発着する。
  - 九大学研都市駅方面
  - 泉・九大伊都キャンパス方面
- 糸島市コミュニティバス - 駅前バス停に発着する。
  - 高田・志登・九大伊都キャンパス方面

## その他
筑肥線の姪浜駅、下山門駅、今宿駅、九大学研都市駅、周船寺駅の5駅は福岡市内に位置するが、同市内のJRの他線の駅とJR線のみでつながっていないため、旅客営業規則上の「福岡市内」の駅としては扱われない。なお、同線の博多駅 - 姪浜駅間が廃止されるまでは、これらの駅（廃止以後に開業した下山門駅と九大学研都市駅を除く）も「福岡市内」として扱われていた。
特定都区市内制度がかつて適用されながらも後に除外された駅は、2019年3月時点で姪浜駅、今宿駅、周船寺駅の3駅のみである。

## 隣の駅
九州旅客鉄道（JR九州）
 筑肥線
■快速（土休日）
通過
■快速（平日）・■普通
九大学研都市駅 (JK04) - 周船寺駅 (JK05) - 波多江駅 (JK06)